# María Cristina Julio
María Cristina Julio (Coquimbo, Chile; 17 de noviembre de 1999) es una futbolista chilena. Juega de centrocampista y su equipo actual es Coquimbo Unido de la Primera División de Chile. Es internacional absoluta por la selección de Chile desde 2017.

## Trayectoria
Empezó a jugar fútbol a los siete años y a los 12 probó suerte en Deportes La Serena, donde comenzó su carrera. Estuvo a préstamo en la sub-17 de Colo-Colo durante 2016, para volver a las granates al año siguiente, permaneciendo ahí hasta el 2019. 
El 4 de febrero de 2020, Colo-Colo ficha a la coquimbana para jugar en el primer equipo. Tras el término de temporada, hace su regreso al equipo de La Serena.
Para la temporada 2022, Julio se incorporó a Santiago Morning.
El 8 de marzo de 2023 es confirmada como nuevo refuerzo de Coquimbo Unido.

## Selección nacional
A los 13 años de edad fue llamada a la selección sub-17 de Chile. Con la sub-17 disputó el Sudamericano 2016 en Venezuela.
Participó con la selección sub-20 en los Juegos Suramericanos de 2018. 
Recibió su primer llamado a la selección de Chile en mayo de 2017 por el entrenador José Letelier, para los encuentros amistosos contra Perú.

## Clubes
| Club                 | País  | Año           |
| -------------------- | ----- | ------------- |
| Deportes La Serena   | Chile | 2014-2015     |
| Colo-Colo (préstamo) | Chile | 2016          |
| Deportes La Serena   | Chile | 2017-2019     |
| Colo-Colo            | Chile | 2020          |
| Deportes La Serena   | Chile | 2021-2022     |
| Santiago Morning     | Chile | 2022          |
| Coquimbo Unido       | Chile | 2023-presente |

## Vida privada
Sus ídolos máximos son el portugués Cristiano Ronaldo y la brasileña Marta Vieira da Silva.
Tiene cuatro hermanos, y su padre Víctor es hermano de Eugenio Julio, quien fue futbolista profesional y jugó en Coquimbo Unido y Colo-Colo, entre otros.